# Tiavo

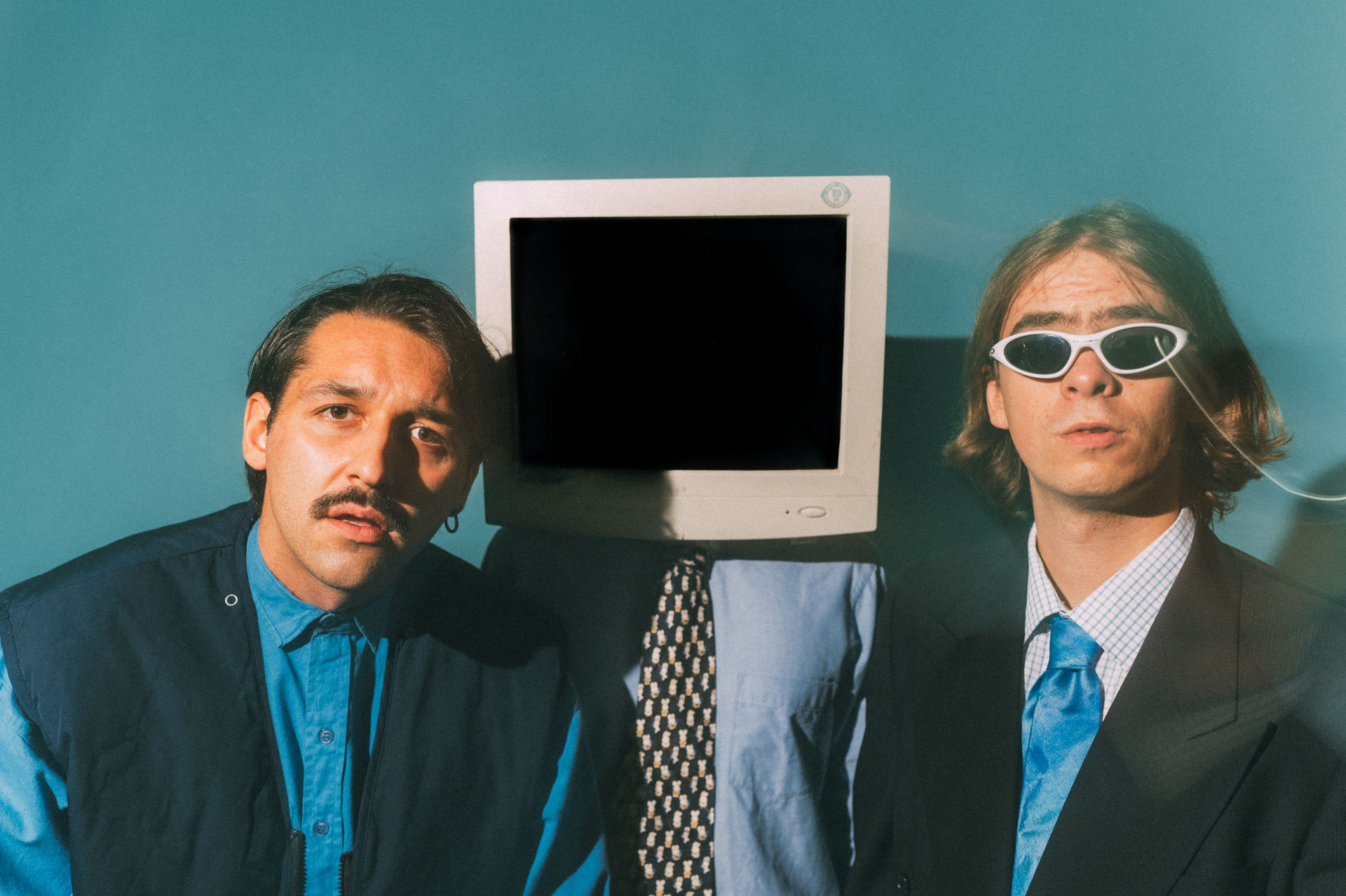
Tiavo 2024, (links) Leandros Nassioudis, (mittig) der Mann mit dem Fernseherkopf, (rechts) Xaver Held

Tiavo ist eine deutsche Band aus Saarbrücken, bestehend unter anderem aus Sänger Leandros Miltiadis Nassioudis (auch bekannt als Lucy) und Produzent Xaver Johannes Held (auch bekannt als Janneslicht). Tiavo wurde als Rap-Crossover-Duo bekannt, entwickelte sich jedoch zu einem Kollektiv und Vertreter der Neuen Neuen Deutschen Welle.

## Geschichte
Nachdem Tiavo 2015 als Rap-Soloprojekt startete, kamen die Musiker Leandros Nassioudis und David T. (auch bekannt als Deon) Ende 2015 zusammen. Im März 2016 erschien ihre Debüt-EP Fast Unfassbar. Am 12. September hatten sie einen Kurzauftritt in der TV-Sendung Circus HalliGalli als Band aus der Telefonzelle. Sie wurden das erste Signing bei Genetikks Label Outta this World. Am 2. März 2018 erschien das Debütalbum Oh Lucy, welches Platz 24 in den deutschen Albumcharts erreichte. Es folgten Supportgigs für den US-Rapper NF und im September eine Clubtour und danach einige Supportgigs für Mike Shinoda. Unter anderem stand die Band im November 2018 als Supportact für die Yala-Tour ihrer Labelchefs von Genetikk in zehn Städten auf der Bühne.
Am 31. Mai 2019 erschien die EP Bitte lächeln, worauf eine Festivaltournee folgte. Nach acht Singleauskopplungen veröffentlichten Tiavo am 7. Februar 2020 ihr zweites Studioalbum Raock, welches Platz 31 in den deutschen Albumcharts erreichte. Am 4. Juni 2021 erschien das dritte Album Geister die ich rief. Seit September 2021 veröffentlicht Tiavo seine Musik über das mit Sony Music Germany zusammenarbeitende Label Modern Angst.
Seit 2022 produziert Tiavo vermehrt Titel, die stilistisch an die Neue Deutsche Welle und den Electropunk der 80er Jahre erinnern. Als erster Titel dieser Art gilt der im Dezember 2022 veröffentlichte Song Pourqoi. Damit gehört das ehemalige Duo, welches sich mittlerweile als Kollektiv bezeichnet, zu einer Reihe deutscher Musiker und Gruppen, die die sogenannte Neue Neue Deutsche Welle bilden.

Seit Beginn 2024 tritt Tiavo ausschließlich ohne Produzent Deon, dafür jedoch mit Xaver Held auf, der die Produktion seither übernimmt. Eine Stellungnahme bezüglich des Verbleibs Deons in der Musikgruppe bleibt bisher aus. In einem Format des Bayerischen Rundfunks gibt Nassioudis an, einen Neuanfang als Tiavo angegangen und sich vollends vom Rap abgewandt zu haben. Im Dezember 2024 veröffentlichten Nassioudis und Held ihr erstes Studioalbum im Stil der Neuen Deutschen Welle mit dem Titel Absolute Gewinner. Annette Humpe nannte es „frech“, dass die Band den Refrain Ich bin so hässlich, ich bin der Hass ohne Rückfrage und ohne Anmeldung für ihr Lied grässlich hässlich übernommen habe. 

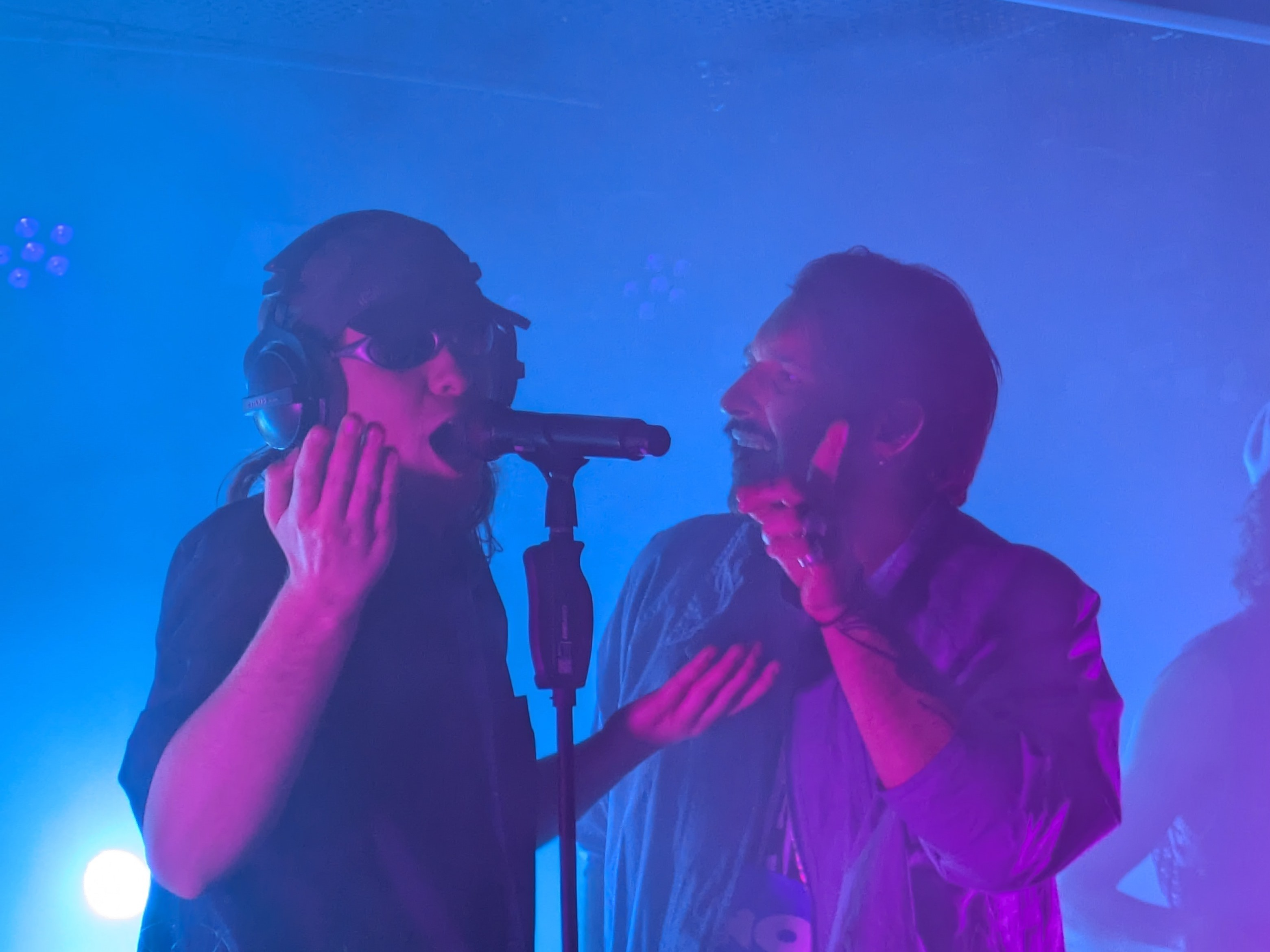
Xaver Held (links) und Leandros Nassioudis (rechts) bei einem Auftritt der Tour mit dem Fernseherkopf in Frankfurt am Main 2025

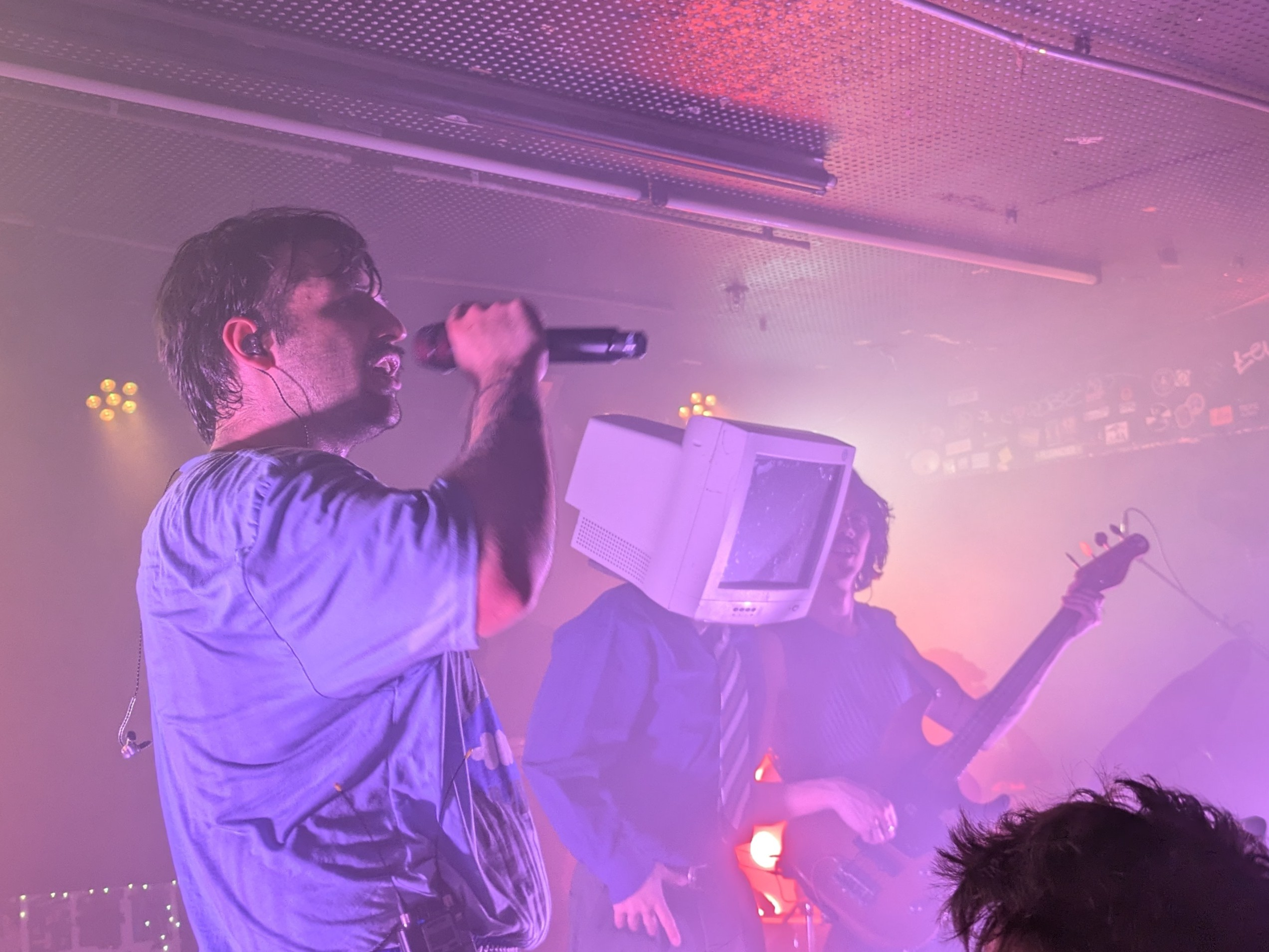
Leandros Nassioudis (links), der Mann mit dem Fernseherkopf (mittig) und Gabriel Kirsch (rechts) bei einem Auftritt der Tour mit dem Fernseherkopf in Frankfurt am Main 2025

In den Jahren 2024 und 2025 absolvierte die Musikgruppe zwei Tournees.

## Diskografie (Auswahl)

### Studioalben
| Jahr | Titel                 | Höchstplatzierung, Gesamtwochen, AuszeichnungChartplatzierungen (Jahr, Titel, Platzierungen, Wochen, Auszeichnungen, Anmerkungen, Cover) | Höchstplatzierung, Gesamtwochen, AuszeichnungChartplatzierungen (Jahr, Titel, Platzierungen, Wochen, Auszeichnungen, Anmerkungen, Cover) | Höchstplatzierung, Gesamtwochen, AuszeichnungChartplatzierungen (Jahr, Titel, Platzierungen, Wochen, Auszeichnungen, Anmerkungen, Cover) | Anmerkungen | Cover |
| Jahr | Titel                 | DE | AT | CH | Anmerkungen | Cover |
| ---- | --------------------- | --- | --- | --- | --- | ----- |
| 2018 | Oh Lucy               | DE24 (1 Wo.)DE | — | — | - Erstveröffentlichung: 2. März 2018 - Label: Outta This World - Veröffentlichung über Outta This World als CD, Vinyl, Download und Deluxe-Box |       |
| 2020 | Raock                 | DE31 (1 Wo.)DE | — | — | - Erstveröffentlichung: 7. Februar 2020 - Label: Outta This World - Veröffentlichung über Outta This World als Download und Deluxe-Box         |       |
| 2021 | Geister die ich rief. | — | — | — | - Erstveröffentlichung: 4. Juni 2021 - Veröffentlichung der Deluxe-Version: 2. Juli 2021 - Label: Outta This World                             |       |
| 2024 | Absolute Gewinner     | — | — | — | - Erstveröffentlichung: 13. Dezember 2024 - Label: Modern Angst - Erstes Album von Nassioudis und Held im Stil der Neuen Deutschen Welle       |       |

### EPs
- 2016: Fast unfassbar
- 2019: Bitte lächeln
- 2020: Raock Unplugged
- 2022: Roter Frühling
- 2023: Jung und verbraucht

#### Singles
- 2016: Immer noch ich
- 2016: Huckleberry Finn
- 2016: Wimpernschlag (Acoustic)
- 2017: Ouzo
- 2017: Outta this World (OTW) (feat. Genetikk)
- 2018: Oh Lucy
- 2018: Lippen
- 2018: Aristoteles
- 2018: Coachella
- 2019: Shit On Your Grave
- 2019: Tapir (feat. Sierra Kidd)
- 2019: Oh Love
- 2019: Dreams
- 2019: Oh Lord
- 2019: Tom Sawyer
- 2019: Himmel (feat. Sero)
- 2019: My Love
- 2019: Es wird spät
- 2020: Du sagst
- 2020: Alles Gold
- 2020: Fern von mir (feat. Sierra Kidd)
- 2020: Oh Lord (Loft Arts Frames)
- 2021: Angst. (feat. Edo Saiya)
- 2021: Zweifel.
- 2021: Warum lachst du nie. (feat. Absent)
- 2021: Renn.
- 2021: Ready to Die.
- 2021: Mann.
- 2022: Mantra
- 2022: Teufel trägt Prada (feat. Edo Saiya)
- 2022: 2015–2022
- 2022: Nackt (mit Jugo Ürdens)
- 2023: Pourquoi
- 2023: Sonne
- 2023: Cinema
- 2023: Nervenheilanstalt
- 2023: Baron Muenchhausen
- 2023: Vienna
- 2023: Wach
- 2024: Tipp-Kick (mit GbR)
- 2024: Maria mag nur Kaviar
- 2024: Absolute Gewinner
- 2024: Die Fabrik (mit GbR)
- 2024: Aliens in Paris (mit Nand)
- 2024: Benzin (mit Jugo Ürdens)
- 2024: Romantisch am Stammtisch
- 2024: Revolutionieren (mit Nand)
- 2024: Sinnlose Gedanken (mit Beslik)
- 2024: Mein Bruder
- 2024: Ehrlich sein tut weh (mit Mola)

#### Gastauftritte
- 2016: Stigmata (mit Gray)
- 2018: Linie 666 (mit Genetikk)
- 2019: Drop Down (mit Gray)
- 2019: No Days Off (mit Yung Rvider)
- 2019: Nonna (mit Genetikk)
- 2019: Space Funeral (mit Genetikk)
- 2021: Engel der Nacht (mit Wavy)
- 2021: Oh Lindsay (mit Yakama)
- 2024: 145 Jahre Ur-Milch (Zugabe) (mit GbR)